# Djarum
Djarum – indonezyjskie papierosy typu kretek, zawierające domieszkę goździków oraz innych aromatów, produkowane przez firmę PT Djarum.
PT Djarum, założona w 1951 r. w Kudus, jest jednym z trzech największych pod względem wielkości sprzedaży producentów papierosów typu kretek. Głównymi jej konkurentami w tym zakresie są firmy Gudang Garam i Sampoerna. W 2002 r. sprzedaż globalna PT Djarum wyniosła 4,3 miliarda USD. Firma jest prawdopodobnie największym eksporterem tych papierosów, posiadającym większościowy udział na rynku Stanów Zjednoczonych i Brazylii. W Brazylii znajduje się fabryka firmy Djarum produkująca na potrzeby rynków amerykańskich.

## Produkty

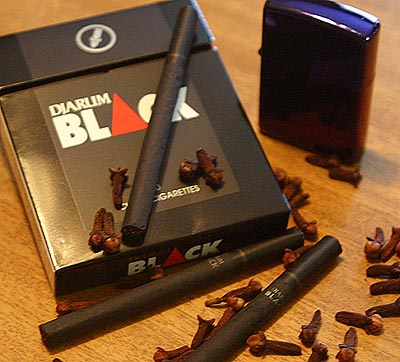
Djarum Black

Prawdopodobnie najpopularniejszym wyrobem tej firmy są papierosy Djarum Black, pakowane w charakterystyczne czarne pudełka i obwinięte czarną bibułą.
Wszystkie rodzaje papierosów Djarum:
- Djarum Bali Hai – o mocno owocowym aromacie
- Djarum Black – tradycyjne papierosy kretek bez domieszek smakowych w charakterystycznej, czarnej bibułce
- Djarum Cherry – o aromacie wiśniowym i bordowym ustniku
- Djarum Lights – wersja light tradycyjnych papierosów kretek
- Djarum Menthol – o aromacie mentolowym
- Djarum Special – z dodatkiem egzotycznych przypraw w charakterystycznej, brązowej bibułce
- Djarum Super – o aromacie owocowym i korkowym ustniku
- Djarum Splash – o odświeżającym posmaku
- Djarum Vanilla – o aromacie waniliowym i złotym ustniku
- Djarum Bliss − tradycyjne papierosy kretek o obniżonej zawartości substancji smolistych